# Сражение при Шато-Тьерри (1814)
Сражение при Шато-Тьерри (1814) — разгром Наполеоном 12 февраля 1814 года арьергарда корпусов Йорка и Остен-Сакена.
Сражение при Шато-Тьерри произошло в 3-й день так называемой 6-дневной войны на территории Франции и явилось продолжением сражения при Монмирале, в котором 11 февраля Наполеон разбил русский корпус Остен-Сакена. Части Остен-Сакена соединились 12 февраля с пруссаками Йорка и отошли за реку Марна в районе городка Шато-Тьерри. Русско-прусский арьергард, прикрывающий их отход, был уничтожен Наполеоном.

## Предыстория
В ходе боевых действий в феврале 1814 года на территории Франции армия союзников под началом прусского фельдмаршала Блюхера оказалась разбросанной корпусами на большом расстоянии, причем из-за отсутствия кавалерии Блюхер не располагал сведениями о перемещениях французской армии.
Армия Блюхера в составе нескольких русских и одного прусского корпусов двигалась на Париж вдоль долины реки Марна. Другая Главная армия союзников под началом австрийского фельдмаршала Шварценберга должна была наступать на Париж вдоль долины реки Сены. Однако между топтавшейся на месте возле Труа Главной армией союзников и Блюхером образовался разрыв, не позволяющий Блюхеру вовремя получать подкрепления и помощь от Шварценберга.
Наполеон решил атаковать во фланг слабейшую армию союзников — армию Блюхера, разбросанную вдоль Марны и к тому же подошедшую ближе 100 км к Парижу.
10 февраля Наполеон в районе местечка Шампобер, внезапно оказавшись с 30-тысячной армией на внутренних сообщениях армии Блюхера, атаковал и разбил русский 4-тысячный корпус Олсуфьева (сражение при Шампобере) . Так началась серия побед Наполеона над армией Блюхера, получившая среди историков название 6-дневная война.
11 февраля Наполеон, оставив заслон от Блюхера, повернул 20-тысячную армию с востока на запад и атаковал 14-тысячный русский корпус Остен-Сакена, который бросился на помощь Олсуфьеву. В сражении при Монмирале Остен-Сакену оказал поддержку одной пехотной бригадой прусский генерал Йорк, но войска союзников были разбиты и отступили по бездорожью на север по направлению к Шато-Тьерри на Марне, где пруссаки Йорка возводили мост.
12 февраля Наполеон, возобновив преследование, направился на Шато-Тьерри.

## Ход боя

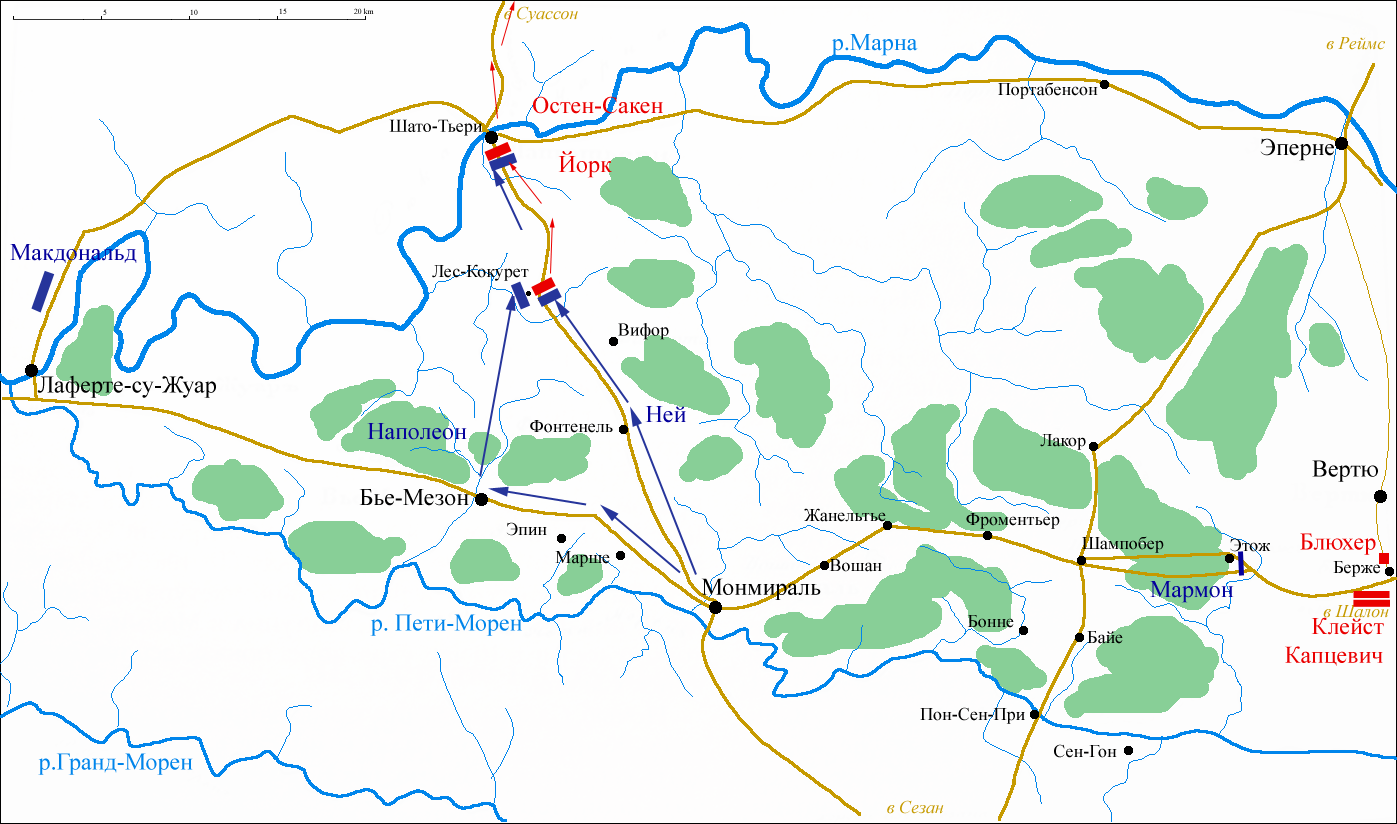
«Кампания 6-ти дней» Наполеона. День третий, 12 февраля 1814

В ходе сражения при Монмирале накануне генерал Йорк по раскисшей дороге смог ввести в бой только одну пехотную бригаду в районе деревни Фонтенель. Наполеон отбросил союзников от Фонтенеля по направлению к Шато-Тьерри, и утром 12 февраля союзники заняли новую позицию за ручьем в районе местечка Лес-Какурет. К Йорку подтянулась прусская кавалерия генерала Юграца, к Наполеону подошли 2500 кавалеристов генерала Жермена, которых послал маршал Макдональд.
Наполеон послал маршала Нея по дороге Монмираль—Шато-Тьерри, а сам двинулся на союзников по обходной дороге Бье-Мезон—Шато-Тьерри, которая оказалась не защищённой.
В начале боя французы выбили прусских стрелков, засевших вдоль лесной опушки. Расчистив дорогу, Наполеон атаковал 4 кав. дивизиями русские полки, построенные в каре. Французам удалось разбить пехотное каре, так что русские солдаты спаслись в лес, где кавалерия не могла их преследовать. Йорк приказал союзным войскам отступать в Шато-Тьерри, к месту переправы через Марну.
Для прикрытия отступления на другой берег Марны перед Шато-Тьерри были выдвинуты 4 русских и 3 прусских батальона. Наполеон превосходящими силами обрушился на арьергард и скоро отбросил его в Шато-Тьерри. Сражение на улицах городка ещё продолжалось, когда мост через Марну был взорван. Оставшимся в Шато-Тьерри солдатам союзников ничего не оставалось, как сложить оружие, но зато преследование корпусов Йорка и Остен-Сакена стало невозможным.
Наполеон послал приказ маршалу Макдональду, которого Йорк незадолго до сражения отогнал за Марну, вернуться к Шато-Тьерри с тем, чтобы атаковать деморализованные войска союзников на том берегу Марны. Однако, как стало известно из переписки Наполеона, Макдональд не получил приказа вовремя. Наполеон приказал восстановить мост с намерением догнать и окончательно уничтожить корпуса Йорка и Сакена.

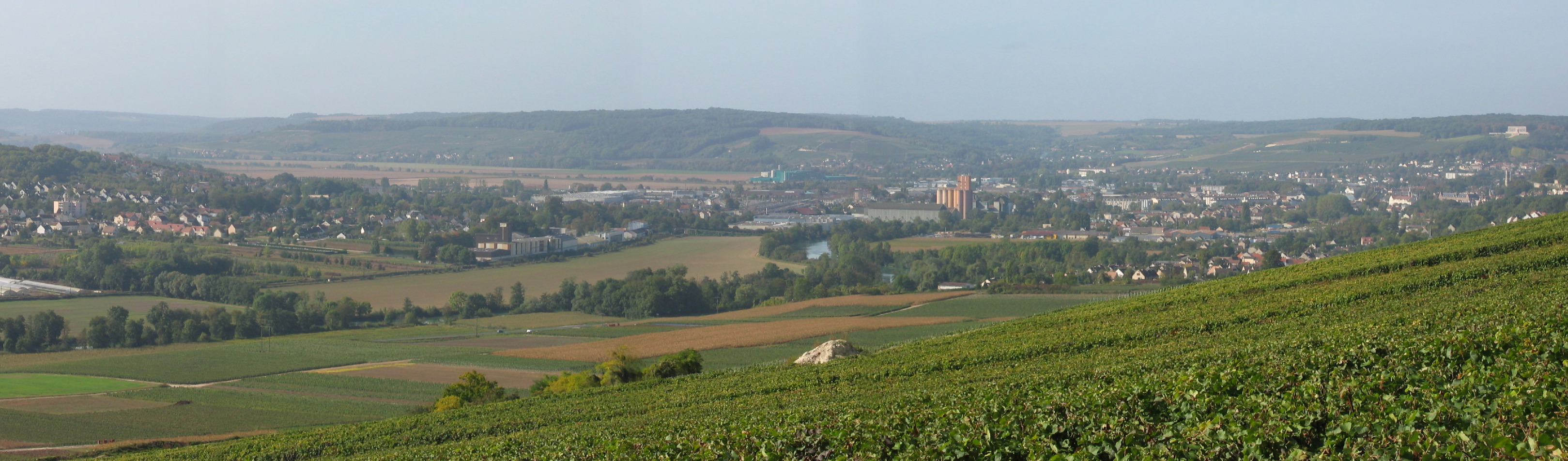
Современный вид Шато-Тьерри. На снимке видна река Марна, протекающая через город.

## Итоги сражения
Под Шато-Тьерри русские потеряли почти 1500 человек, пруссаки — 1250, а французы — всего 600, согласно оценкам современного автора Д. Чандлера. Французы захватили 9 орудий. По другим сведениям, союзники потеряли 500 человек убитыми и 2 тыс. пленными, а также 7 орудий.
Наполеон приказал маршалу Мортье с одной дивизией гвардии и приданной ему кавалерией продолжать преследование Йорка и Остен-Сакена, отходивших в сторону Суассона, а сам 14 февраля вернулся к Монмиралю, где фельдмаршал Блюхер, дождавшись подхода кавалерии, перешёл в наступление силами 2-х корпусов (до 18 тыс.) против слабого французского корпуса Мармона (до 8 тыс.).
Там произошло последнее 4-е сражение 6-дневной войны, известное как сражение при Вошане.
Корпуса Йорка и Остен-Сакена соединились с разбитым при Вошане Блюхером к 17 февраля в Шалоне.